# 龍仕近
龍仕近（？年—？年），貴州貴陽府人，由康熙五十三年甲午科舉人，年五十四歲乾隆二年任四川順慶府岳池縣知縣。是一位政治人物，明清時曾在四川順慶府岳池縣（位於今四川東北部，武周萬歲通天二年分南充、相如二縣置，是一個千年古縣）擔任官吏。